# Klooster van Geghard

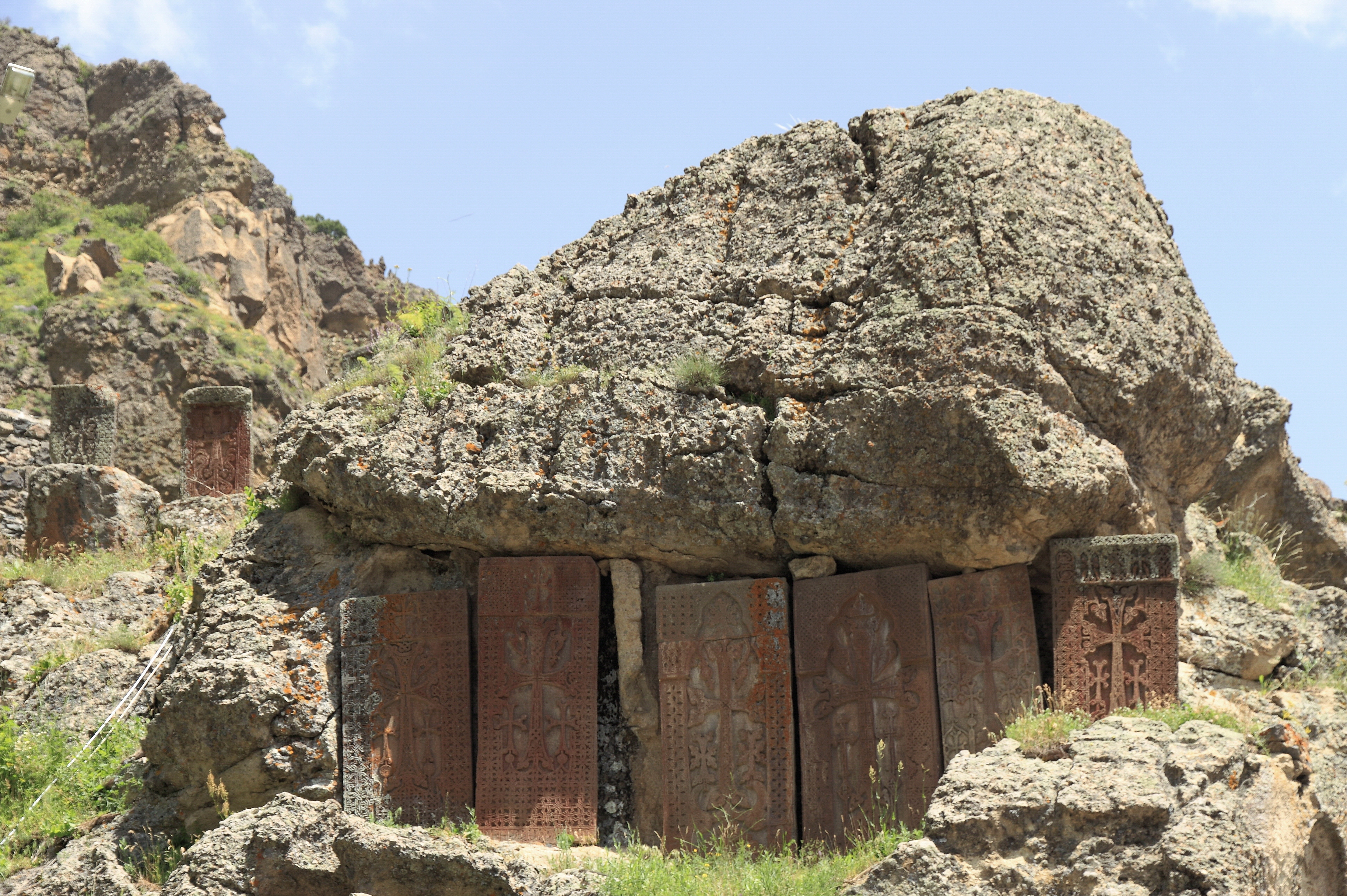
Chatsjkar in Geghard

Het Klooster van Geghard (Armeens: Գեղարդ, wat betekent 'speer') ligt op ongeveer 40 kilometer ten zuidoosten van de stad Jerevan in Armenië. Er wordt voor het eerst naar dit klooster verwezen in documenten en inscripties uit de zevende en tiende eeuw. Volgens de overlevering werd het klooster in de vierde eeuw gebouwd door Gregorius de Verlichter.
Het kloostercomplex is gelegen binnen de wallen, die uit de 13e eeuw dateren. In het complex bevinden zich verschillende kerken en graven, de meeste uit steen gehakt, die de piek-periode van de Armeense architectuur laten zien.
Het complex ligt in een bijzonder natuurlijk landschap aan de ingang van de Boven-Azatvallei. In 2000 is het klooster samen met de vallei toegevoegd aan de Werelderfgoedlijst.
Hoewel de belangrijkste kapel werd gebouwd in 1215, werd het klooster gesticht in de vierde eeuw door Gregorius de Verlichter op de plaats van een heilige bron in een grot. Het klooster werd oorspronkelijk Ayrivank (Այրիվանք) genoemd, wat "het klooster van de grot" betekent. Die naam is later veranderd in Geghard of meer volledig Geghardavank (Գեղարդավանք), "het klooster van de speer". Deze naam verwijst naar de Heilige Lans waarmee Jezus aan het kruis werd doorstoken. Naar verluidt is die naar Armenië gebracht door de apostel Judas Taddeüs. De speer werd opgeslagen en is nu te zien in de schatkist van Etsjmiadzin.
Sommige van de kerken die zich in het klooster bevinden zijn volledig uit de rotsen gehouwen. De combinatie, samen met talrijke gegraveerde en vrijstaande chatsjkars is een uniek gezicht. Geghard is een van de meest bezochte toeristische bestemmingen in Armenië. De meeste bezoekers die het klooster bezoeken, brengen ook een bezoek aan de nabijgelegen tempel van Garni.

## Geschiedenis
Het klooster werd gesticht in de vierde eeuw. Oorspronkelijk was het een heilige plaats in een grot, vandaar de eerste naam Ayrivank (klooster van de grot). Het eerste klooster werd in de negende eeuw verwoest door de Arabieren. Van Ayrivank is niets bewaard gebleven. Volgens Armeense geschriften uit de vierde, achtste en tiende eeuw bevatte het klooster naast religieuze gebouwen ook goed ingerichte woon- en servicevoorzieningen.
Ayrivank heeft in 923 sterk te lijden gehad van Nasr, een vice-regent van een Arabische kalief die waardevolle bezittingen, waaronder unieke manuscripten, heeft geroofd en het klooster zelf heeft platgebrand. Ook aardbevingen hebben een rol gespeeld bij de vernieling van talrijke zaken in het klooster.
Hoewel sommige inscripties dateren uit het jaar 1160, werd de belangrijkste kerk gebouwd in 1215 onder leiding van de broers Zakare en Ivane, de generaals van koningin Tamar van Georgië, die het grootste deel van Armenië heroverde op de Turken. De gavit, gedeeltelijk vrijstaand en deels uitgehakt in de rots, dateert van vóór 1225 en een reeks uit de rots gehouwen kapellen dateert uit ongeveer midden 13e eeuw. Ze werden gebouwd na de aankoop van het klooster door prins Prosj Khaghbakian, vazal van de Zakariërs en stichter van de Prosj-dynastie. In korte tijd bouwden de Prosjen onder meer een kerk in de tweede grot, een familiegraf, studie- en vergaderzalen en vele kloostercellen.

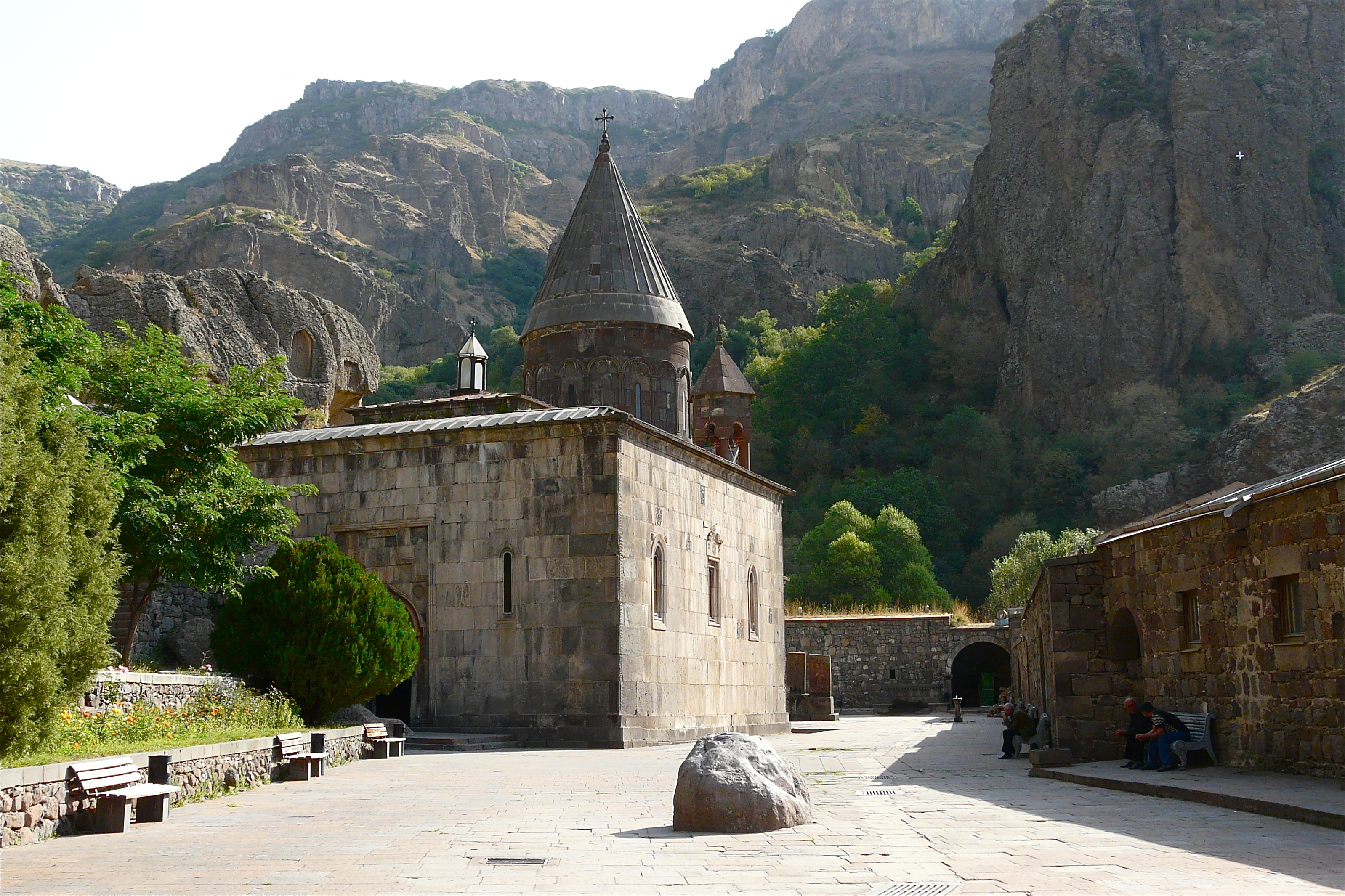
Ingang van het klooster
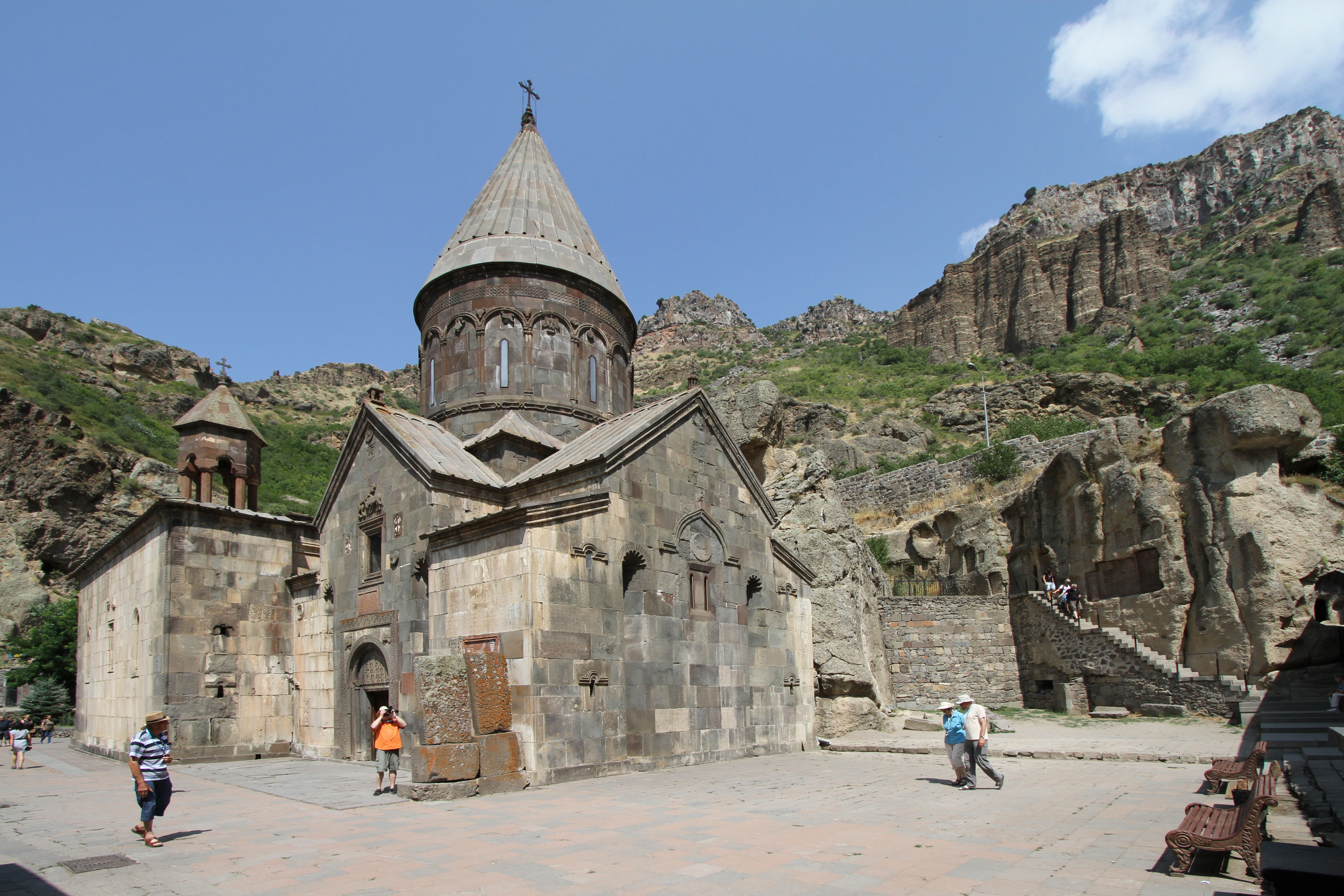
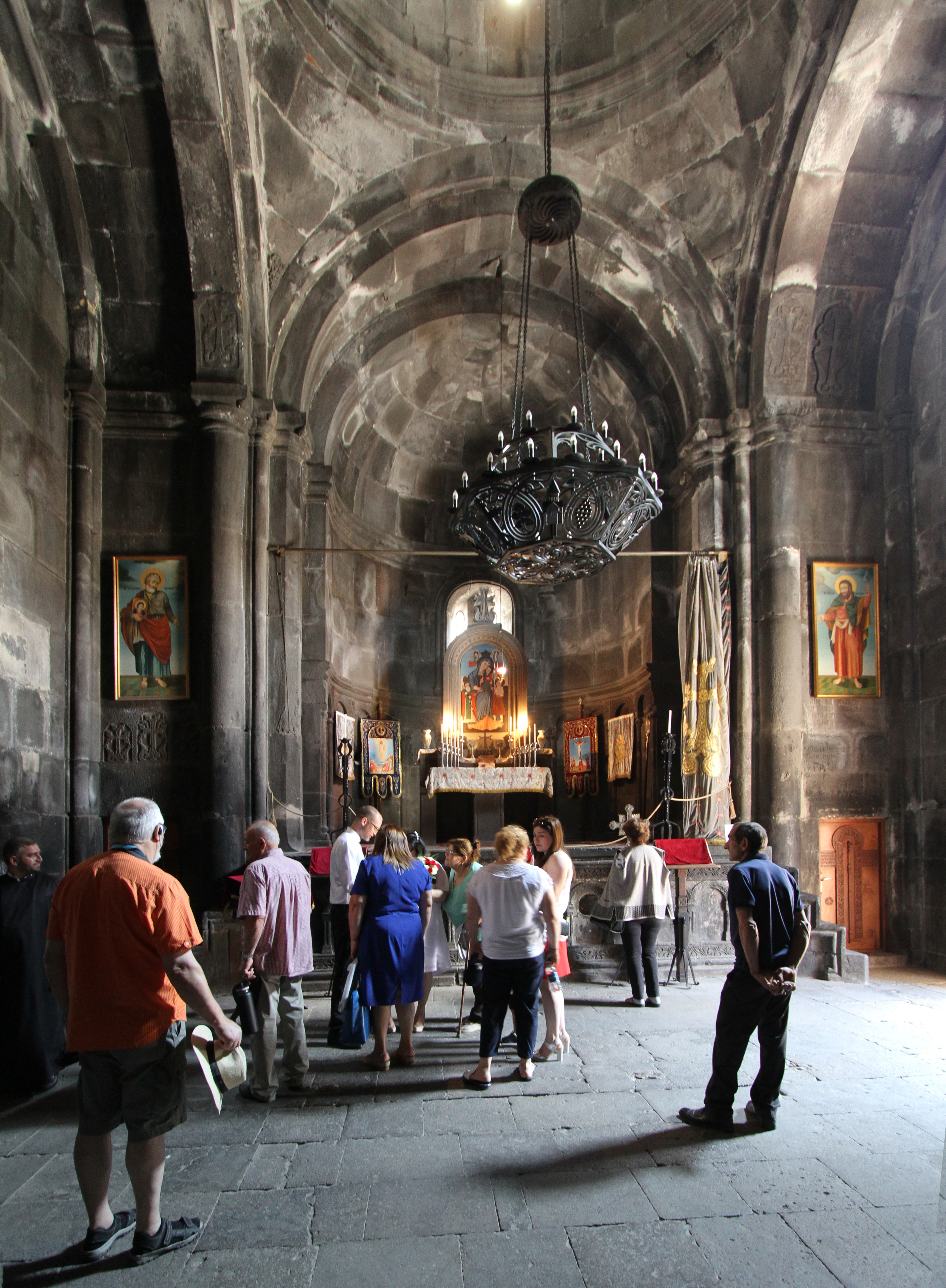
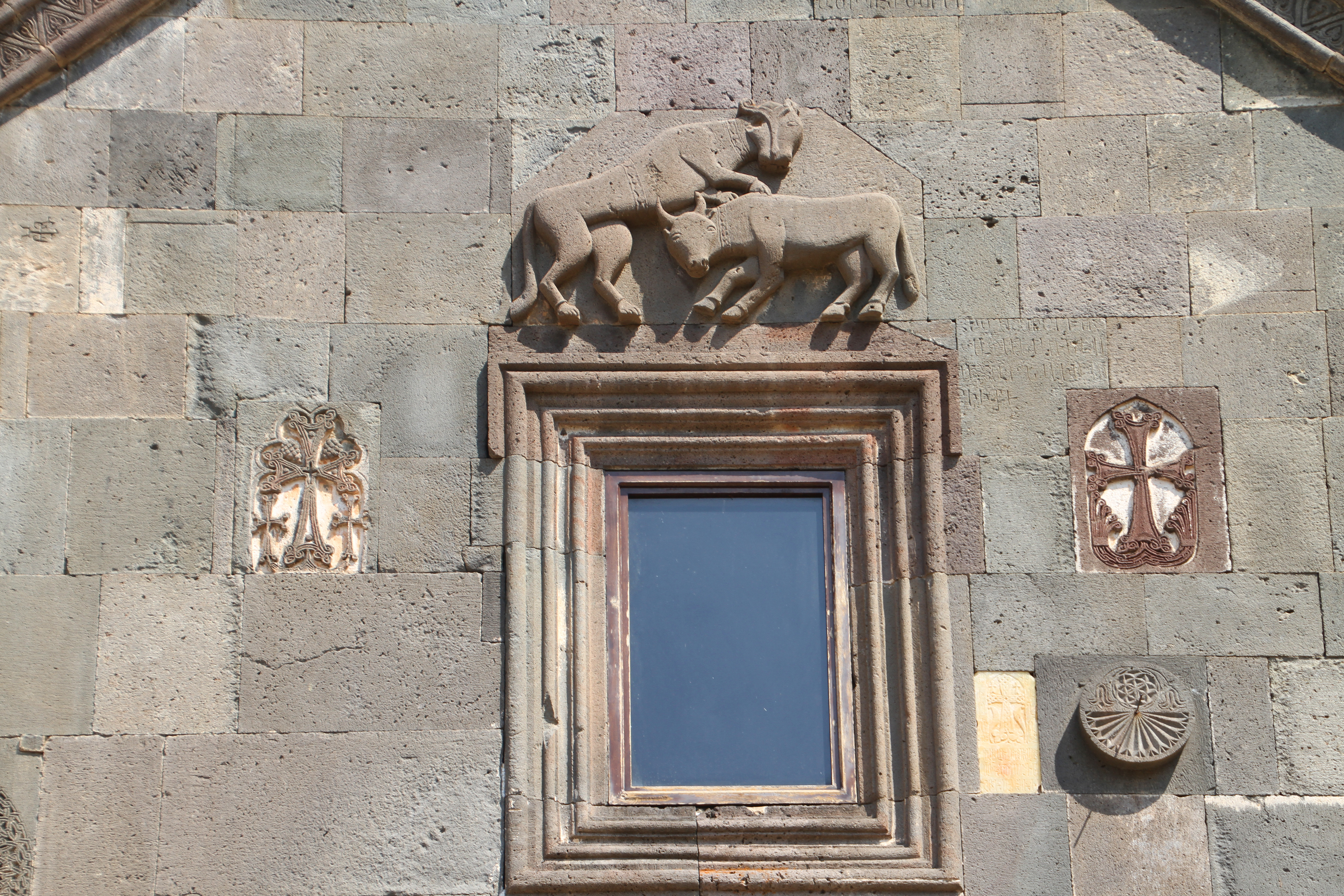
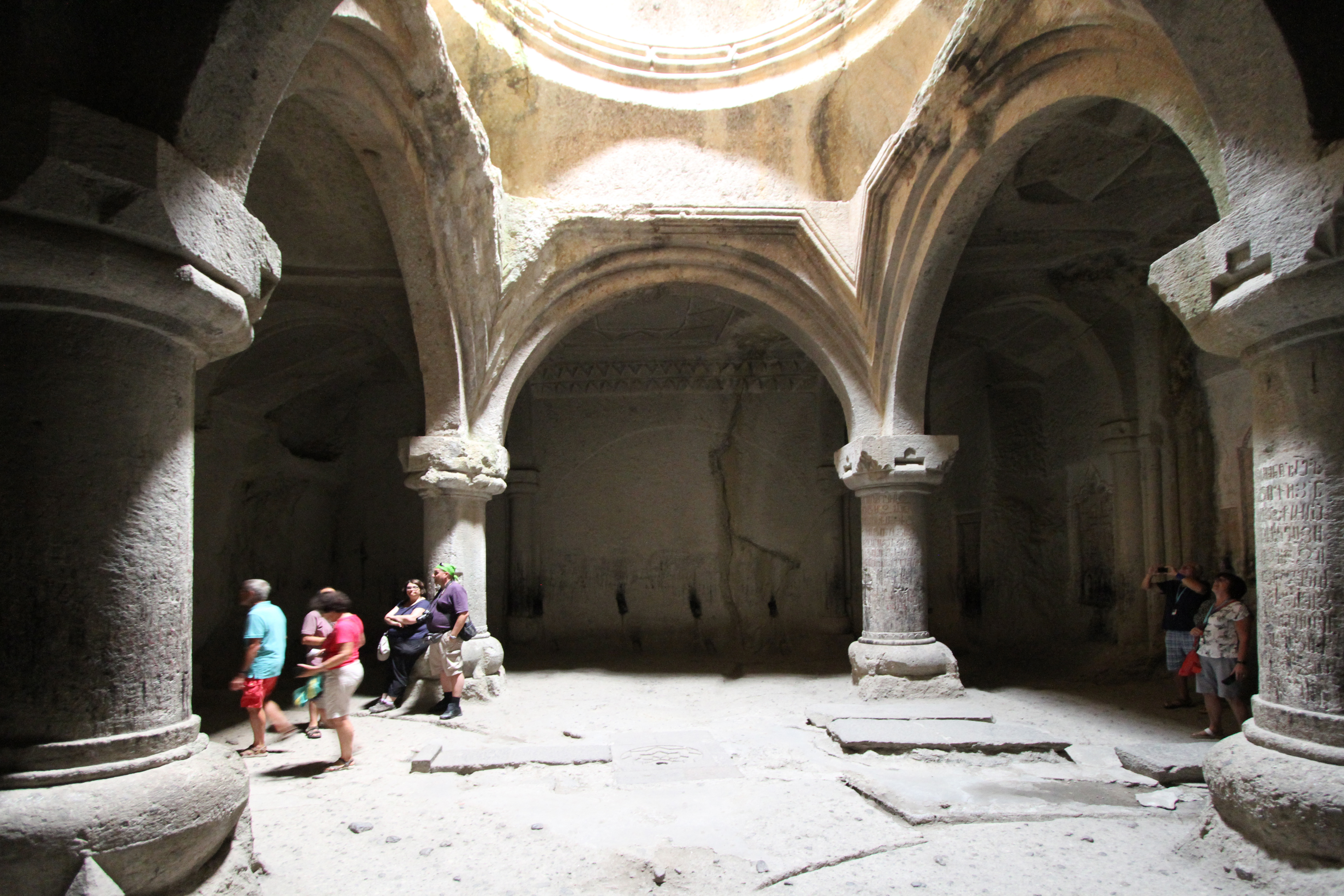
Gavit
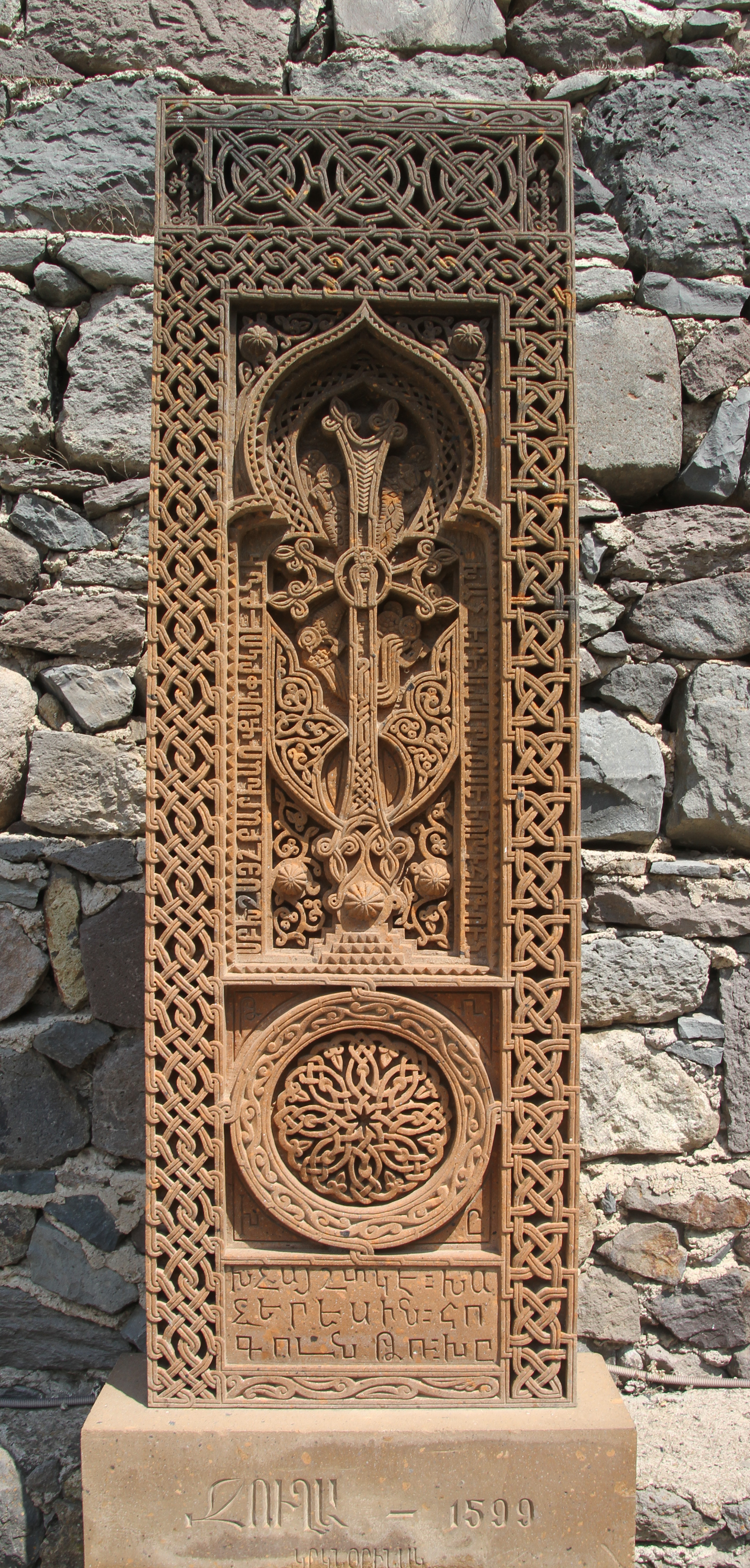
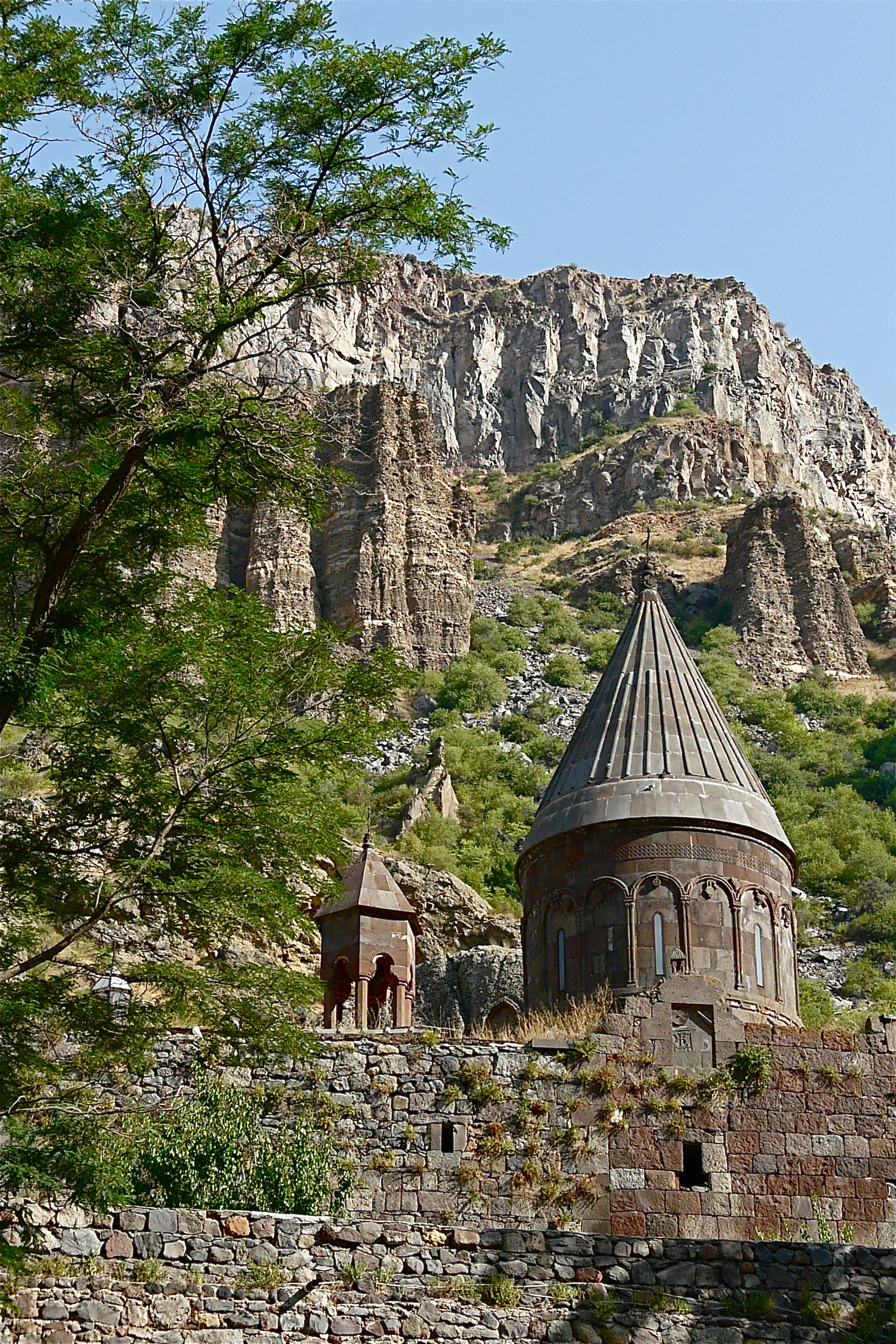
Klooster van Geghard